# Drosophila penniclubata
Drosophila penniclubata este o specie de muște din genul Drosophila, familia Drosophilidae, descrisă de Singh și Gupta în anul 1981. Conform Catalogue of Life, specia Drosophila penniclubata nu are subspecii cunoscute.